# Giovanni Motta
Giovanni Majocchi (detto il Motta) (Bozzolo, 20 luglio 1753 – Cremona, 19 aprile 1817) è stato un pittore italiano.

## Biografia
A Bozzolo, paese natale, era soprannominato "il Motta" per via del paese d'origine del padre, Motta Baluffi, tanto che perse l'uso del vero cognome. Formatosi nell'ornato grazie al padre Francesco, fu chiamato a Mantova, dove maturò un suo stile personale grazie all'osservazione delle opere di Giulio Romano. Fu poi a Viadana, a Isola Dovarese e a Torre de' Picenardi, dove eseguì decorazioni nella Villa Sommi Picenardi, all'epoca in fase di costruzione.
Verso il 1785 fu chiamato a Cremona, dove prese domicilio: là lavorò in alcuni palazzi nobiliari ed eseguì decorazioni per le navate del Duomo: alcuni oggetti decorati furono esposti nel 1813 nelle sale dell'Accademia di Brera, dove suscitarono notevole ammirazione; negli stessi anni lavorò anche nella rocca Meli Lupi di Soragna, ove decorò la scenografica Galleria dei Poeti. Fu nominato professore di disegno nell'Imperial Regio Liceo di Cremona.
Morì nel 1817, lasciando i figli Francesco e Giulio, anch'essi istruiti nell'arte. Era inoltre fratello di Giuliano, anch'egli pittore ornatista.